# Грэм, Джеймс, 4-й герцог Монтроз
Джеймс Грэм, 4-й герцог Монтроз (англ. James Graham, 4th Duke of Montrose; 16 июля 1799 — 30 декабря 1874) — британский аристократ и консервативный политик. Он титуловался как маркиз Грэм с 1799 по 1836 год.

## Ранняя жизнь и образование
Родился 16 июля 1799 года. Старший сын Джеймса Грэма, 3-го герцога Монтроза (1755—1836), и его второй жены леди Каролины Марии Монтегю (1770—1847), дочери Джорджа Монтегю, 4-го герцога Манчестера . Закончил Итонский колледж и Тринити-колледж (Кембридж).

### Крикет
Будучи членом Марилебонского крикетного клуба, маркиз Грэм в 1828 году впервые сыграл за сборную Англии в матче против Гэмпшира. Он был записан в карточку как лорд Джеймс Грэм и набрал два прохода.

## Политическая карьера
В 1821 году, в возрасте 21 года, Джеймс Грэм был назначен вице-камергером королевского дома, несмотря на то, что не имел места в парламенте, и в том же году был приведен к присяге в Тайном совете Великобритании. Он оставался вице-камергером до 1827 года. В 1825 году он был возвращен в парламент от Кембриджа, где занимал это место до 1832 года, а с 1828 по 1830 год служил комиссаром Индийского совета.
30 декабря 1836 года после смерти своего отца Джеймс Грэм унаследовал титул 4-го герцога Монтроза и вошел в Палату лордов Великобритании.
Когда граф Дерби стал первый раз премьер-министром в феврале 1852 года, герцог Монтроз был назначен лордом-стюардом королевского двора. Эту должность которую он сохранил до падения правительства в декабре того же 1852 года. Он снова служил при графе Дерби в качестве канцлера герцогства Ланкастер в 1858—1859 годах . При премьер-министрах графе Дерби и Бенджамине Дизраэли герцог Монтроз занимал должность генерального почтмейстера в 1866—1868 годах, хотя он никогда не был членом кабинета министров. В качестве генерального почтмейстера он ввел законопроект об электрическом телеграфе, который привел к переводу британских телеграфных компаний на почту.
Помимо своей политической карьеры герцог Монтроз служил канцлером Университета Глазго с 1837 по 1874 год (сменив своего отца) и лордом-лейтенантом Стерлингшира в 1843—1874 годах. В 1845 году он был произведен в рыцари Ордена Чертополоха.

## Брак и дети
15 октября 1836 года герцог Монтроз женился на Достопочтенной Кэролайн Агнесс Хорсли-Бересфорд (1818 — 16 ноября 1894), дочь Джона Хорсли-Бересфорда, 2-го барона Десиза. В 1860 году они оба выжили в поезде, попавшем в железнодорожную катастрофу в Атерстоне. Она пережила его и в 1876 году вышла замуж во второй раз за Уильяма Стюарта Стирлинг-Кроуфурда (1819—1883) (которого она также пережила) из Милтона в Ланаркшире. У супругов были следующие дети:

### Сыновья
- Лорд Джеймс Джон Грэм (7 февраля 1845 — 31 января 1846), умерший в младенчестве[15].
- Лорд Джеймс Грэм (20 июня 1847 — 3 апреля 1872), носивший титул учтивости — маркиз Грэм, старший из оставшихся в живых сыновей и явный наследник, умерший на два года раньше своего отца[15].
- Дуглас Грэм, 5-й герцог Монтроз (7 ноября 1852 — 10 декабря 1925), единственный оставшийся в живых сын и наследник, женившийся на Вайолет Гермионе Грэм, второй дочери сэра Фредерика Ульрика Грэма, 3-го баронета[15].

### Дочери
- Леди Агнес Кэролайн Грэм (1839 — 8 мая 1873), вышедшая замуж в 1859 году за подполковника Джона Мюррея (? — 1903)[15]
- Леди Беатрис Вайолет Грэм (13 февраля 1842 — 29 февраля 1932), писательница[16]. В 1863 году вышла замуж за Элджернона Гревилла, 2-го барона Гревилла (1841—1909)[15]
- Леди Альма Имоджен Леонора Карлотта Грэм (7 сентября 1854 — 10 мая 1932), вышедшая замуж в 1872 году за Гэвина Кэмпбелла, 1-го маркиза Бредалбейна (1851—1922)[15].

## Смерть
75-летний Джеймс Грэм, 4-й герцог Монтроз, скончался в декабре 1874 года, и герцогство унаследовал его сын Дуглас Грэм, 5-й герцог Монтроз (1852—1925).

## Титулатура
- 4-й герцог Монтроз (с 30 декабря 1836)
- 4-й барон Грэм из Белфорда, Нортумберленд (с 30 декабря 1836)
- 11-й граф Монтроз (с 30 декабря 1836)
- 13-й лорд Грэм (с 30 декабря 1836)
- 4-й граф Грэм (с 30 декабря 1836)
- 4-й граф Кинкардин (с 30 декабря 1836)
- 4-й виконт Дандафф (с 30 декабря 1836)
- 4-й маркиз Грэм и Бьюкенен (с 30 декабря 1836)
- 7-й граф Кинкардин (с 30 декабря 1836)
- 7-й лорд Грэм и Магдок (с 30 декабря 1836)
- 4-й лорд Аберрутвен, Магдок и Финтри (с 30 декабря 1836)
- 7-й маркиз Монтроз (с 30 декабря 1836).